# Стейтън (град, Орегон)
Стейтън (на английски: Stayton) е град в окръг Мариън, щата Орегон, САЩ. Стейтън е с население от 6816 жители (2000) и обща площ от 3,3 km². Намира се на 137,8 m надморска височина. ЗИП кодът му е 97383, а телефонният му код е 503.